# 大塚警察署
大塚警察署（おおつかけいさつしょ）は、警視庁が管轄する警察署の一つ。署員数およそ160名の小規模警察署で、署長は警視。
警視庁第5方面に属し、文京区の西部を管轄している。
識別章所属表示はQB。車両の対空標示は「塚」。

## 所在地
- 東京都文京区音羽二丁目12番26号

### 交通
- 都営バス　上58（早稲田⇔上野松坂屋）「音羽2丁目」停留所　徒歩1分
- 東京メトロ有楽町線　護国寺駅　徒歩2分（6番出口）
- 都営バス　都02乙（池袋駅東口⇔・東京ドームシティ・一ツ橋）「護国寺前」停留所　徒歩3分

## 施設
- 代用監獄（留置場）

## 管轄区域
- 大塚一・二丁目、三・四丁目（各一部を除く）、五・六丁目（大塚三・四丁目の各一部は富坂警察署の管轄）
- 小石川五丁目（4番の一部、5・6番、7番の一部、18・19番）（それ以外の小石川は富坂警察署の管轄）
- 小日向一・二・三丁目、四丁目（一部を除く。四丁目の一部は富坂警察署の管轄）
- 春日二丁目の一部（8・11番）（それ以外の春日は富坂警察署の管轄）
- 水道一丁目の一部（3から10番）、二丁目（前記以外の水道一丁目は富坂警察署の管轄）
- 関口一・二・三丁目（全域）
- 音羽一・二丁目（全域）
- 目白台一・二・三丁目（全域）

## 沿革
- 1907年11月 - 小石川警察署（現：富坂警察署）の分署として創設。
- 1910年12月 - 大塚警察署と改称。
- 1973年8月 - 4代目庁舎が完成。
- 2016年2月 - 新庁舎が完成。業務開始。

## 組織
- 警務課
- 交通課
- 警備課
- 地域課
- 刑事組織犯罪対策課
- 生活安全課

## 交番
- 江戸川橋交番（文京区関口一丁目23番1号）
- 大塚六丁目交番（文京区大塚五丁目13番11号）大塚六丁目ではないので注意。
- 護国寺前交番（文京区大塚五丁目40番7号）
- 茗荷谷駅前交番（文京区小石川五丁目5番7号）
- 目白台交番（文京区目白台一丁目16番12号）
- 駐在所はない。

## 地域安全センター
- 小日向地域安全センター（文京区春日二丁目8番13号）2007年4月1日に小日向交番から転換。

## 出来事
- 2024年11月7日、大塚署地域課の警部補が、不同意わいせつの容疑で埼玉県警に逮捕された。容疑は、9月14日深夜、川口市内の路上で女性に対してわいせつな行為をしたというもの。川口市と草加市では同様の事件が発生しており、同警部補が関与しているとみている[1]。